# New York Jets 1987
La stagione 1987 dei New York Jets è stata la 18ª della franchigia nella National Football League, la 28ª complessiva.  La stagione fu segnata da uno sciopero dei giocatori che portò alla cancellazione delle gare della settimana 3 mentre i turni dal quarto al sesto furono disputati da giocatori di riserva. I Jets conclusero con un bilancio di 6–9 mentre Ken O'Brien ebbe per la seconda volta in carriera la minor percentuale di passaggi intercettati della NFL tra i quarterback.

## Scelte nel Draft 1987
| Scelte dei Jets nel Draft 1987 | Scelte dei Jets nel Draft 1987 | Scelte dei Jets nel Draft 1987 | Scelte dei Jets nel Draft 1987 | Scelte dei Jets nel Draft 1987 |
| Giro                           | Scelta                         | Giocatore                      | Ruolo                          | College                        |
| ------------------------------ | ------------------------------ | ------------------------------ | ------------------------------ | ------------------------------ |
| 1                              | 21                             | Roger Vick                     | RB                             | Texas A&M                      |
| 2                              | 42                             | Alex Gordon                    | LB                             | Cincinnati                     |
| 3                              | 75                             | Onzy Elam                      | LB                             | Tennessee St.                  |
| 5                              | 129                            | Kirby Jackson                  | DB                             | Mississippi St.                |
| 6                              | 161                            | Tracy Martin                   | WR                             | North Dakota                   |
| 7                              | 187                            | Gerald Nichols                 | DT                             | Florida St.                    |
| 8                              | 196                            | Eddie Hunter                   | RB                             | Virginia Tech                  |
| 8                              | 214                            | Mike Rice                      | P                              | Montana                        |
| 9                              | 241                            | Ron McLean                     | NT                             | Cal State-Fullerton            |
| 10                             | 268                            | Sid Lewis                      | DB                             | Penn St.                       |
| 11                             | 300                            | Kirk Timmer                    | LB                             | Montana St.                    |
| 12                             | 327                            | Bill Ransdell                  | QB                             | Kentucky                       |

## Roster
| Roster dei New York Jets nel 1987 |
| --- |
| Quarterback - 17 David Norrie - 7 Ken O'Brien Running Back - 31 Marion Barber Jr. - 33 John Chirico - 24 Freeman McNeil - 43 Roger Vick FB Wide Receiver - 84 Michael Harper - 87 Kurt Sohn - 88 Al Toon - 85 Wesley Walker Tight End - 81 Billy Griggs - 82 Mickey Shuler Offensive Linemen - 60 Dan Alexander G - 63 Ted Banker G - 64 Guy Bingham C - 65 Joe Fields G - 79 Mike Haight T - 68 Reggie McElroy T - 53 Jim Sweeney C Defensive Linemen - 78 Barry Bennett DE - 97 Don Baldwin DT - 99 Mark Gastineau DE - 73 Joe Klecko DT Linebacker - 54 Troy Benson - 59 Kyle Clifton - 50 Bob Crable - 55 Alex Gordon - 51 Mike Witteck Defensive Back - 27 Russell Carter CB - 39 Harry Hamilton FS - 28 Carl Howard CB - 48 Bobby Humphery CB - 21 Sid Lewis - 25 George Radachowsky SS - 38 Mike Zordich FS Special Team - 4 Dave Jennings P - 5 Pat Leahy K |
| Legenda - I rookie sono in corsivo. - Il primo ruolo è il principale mentre gli eventuali successivi indicano i ruoli secondari. - (IR) sta per Injured Reserve ed indica la lista ristretta per un solo giocatore infortunato che può tornare ad allenarsi dopo la settimana 6 e a rientrare in prima squadra dopo che questa ha giocato 8 partite. - (NF-Inj.) / (NF-Ill.) stanno rispettivamente per Non-Football Injured e Non-Football Illness ed indicano le liste dove viene inserito un giocatore che ha un infortunio o una malattia non dipendente dal football americano. - (PUP) sta per Physically Unable to Perform ed indica la lista dove viene inserito un giocatore mentre è in attesa di recuperare la condizione fisica. Nella stagione regolare dopo la sesta partita giocata dalla propria squadra, il giocatore ha tempo tre settimane per riprendere ad allenarsi, più tre settimane aggiuntive dal suo rientro agli allenamenti per rientrare in prima squadra. |

## Calendario

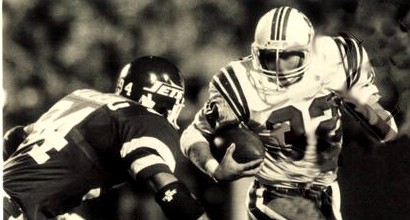
Una partita della stagione 1987 tra Jets e Patriots

| Stagione regolare | Stagione regolare       | Stagione regolare                         | Stagione regolare                         | Stagione regolare |
| Turno             | Avversario              | Risultato                                 | Stadio                                    |                   |
| ----------------- | ----------------------- | ----------------------------------------- | ----------------------------------------- | ----------------- |
| 1                 | at Buffalo Bills        | V 31–28                                   | Rich Stadium                              |                   |
| 2                 | New England Patriots    | V 43–24                                   | The Meadowlands                           |                   |
| 3                 | at Pittsburgh Steelers  | Cancellato per uno sciopero dei giocatori | Cancellato per uno sciopero dei giocatori |                   |
| 4                 | Dallas Cowboys          | S 38–24                                   | The Meadowlands                           |                   |
| 5                 | at Indianapolis Colts   | S 6–0                                     | Hoosier Dome                              |                   |
| 6                 | Miami Dolphins          | V 37–31 (DTS)                             | The Meadowlands                           |                   |
| 7                 | at Washington Redskins  | S 17–16                                   | Robert F. Kennedy Memorial Stadium        |                   |
| 8                 | Indianapolis Colts      | S 19–14                                   | The Meadowlands                           |                   |
| 9                 | Seattle Seahawks        | V 30–14                                   | The Meadowlands                           |                   |
| 10                | at Kansas City Chiefs   | V 16–9                                    | Arrowhead Stadium                         |                   |
| 11                | Buffalo Bills           | S 17–14                                   | The Meadowlands                           |                   |
| 12                | Cincinnati Bengals      | V 27–20                                   | The Meadowlands                           |                   |
| 13                | at Miami Dolphins       | S 37–28                                   | Joe Robbie Stadium                        |                   |
| 14                | at New England Patriots | S 42–20                                   | Sullivan Stadium                          |                   |
| 15                | Philadelphia Eagles     | S 38–27                                   | The Meadowlands                           |                   |
| 16                | at New York Giants      | S 20–7                                    | Giants Stadium                            |                   |

## Classifiche
| AFC East              | AFC East | AFC East | AFC East | AFC East | AFC East | AFC East | AFC East | AFC East | AFC East |
|                       | V        | S        | P        | %        | DIV      | CONF     | PF       | PA       | STR      |
| --------------------- | -------- | -------- | -------- | -------- | -------- | -------- | -------- | -------- | -------- |
| Indianapolis Colts(3) | 9        | 6        | 0        | .600     | 5–3      | 8–6      | 300      | 238      | V2       |
| New England Patriots  | 8        | 7        | 0        | .533     | 6–2      | 8–4      | 320      | 293      | V3       |
| Miami Dolphins        | 8        | 7        | 0        | .533     | 2–6      | 5–7      | 362      | 335      | S1       |
| Buffalo Bills         | 7        | 8        | 0        | .467     | 4–4      | 6–6      | 270      | 305      | S2       |
| New York Jets         | 6        | 9        | 0        | .400     | 3–5      | 6–5      | 334      | 360      | S4       |